# Battle Royale (manga)
Battle Royale is een Japanse manga, uitgebracht door Akita Shoten, en in Engels vertaald door Tokyopop. De reeks is gebaseerd op de roman Battle Royale, geschreven door Koushun Takami in 1999. Dit boek kent nog een andere adaptatie, namelijk de gelijknamige film Battle Royale.
Het verhaal gaat over een middelbare klas die tegen hun wil in op een verlaten eiland worden gedropt. Elke leerling krijgt naast proviand een willekeurig wapen of voorwerp; het doel is elkaar uitmoorden tot er slechts één iemand overleeft. Ieder van hen heeft een band rond hun nek. Deze band houdt hun posities bij en ontploft indien zij een verboden zone betreden of indien er vierentwintig uur voorbij gaan zonder dat iemand sterft. Hierdoor worden de studenten gedwongen om het spel mee te spelen.

## Informatie
In januari 2006 werd de door Takami en Masayuki Taguchi geschreven manga in Japan uitgebracht. In de Verenigde Staten werd de Engelstalige, 15-delige reeks uitgebracht in april 2006. De vertaler, Keith Giffen, heeft het script aangepast. De film stond al bekend om zijn gruwelijke geweld, maar in de manga ging dit nog verder. Griffen maakte het in de aangepaste, Engelse versie, zelfs nog erger.
De strip richt zich op zeven studenten: Shuya Nanahara, Noriko Nakagawa, Shogo Kawada, Mitsuko Souma, Kazuo Kiriyama, Shinji Mimura en Hiroki Sugimura. Het verhaal is vrij trouw aan het originele boek, maar gaat dieper in op de achtergrond en psychologische toestand van de studenten. De manga is overigens seksueel explicieter dan het boek of de film.